# Мајевица
Мајевица је једна од најпознатијих севернобалканских планина у Републици Српској, БиХ. Спада у ниже планине, флишно-рудне Динариде, са динарским правцем пружања (сз.-ји.) у дужини око 60 km. Највиши јој је део врх Столице (916 m надм. висине, са ТВ релејом срушеним 1995. у НАТО бомбардовању). Остала узвишења су нижа од 900 m - Музељска коса 898 m, Међедник 843 m, Окресаница 815 m. Мајевица чини развође између сливова Саве, Дрине, и Спрече, одваја Семберију од Спречког поља. Планинско језгро је од старих магматских (рудоносних) стена, од серпентина и туфита, који избијају на површину, изнад терцијарног покривача плутонско-вулканске масе. Планина је знатним делом изграђена и од еоценског флиша, а заступљени су и горњокредни и олигоценски седименти, такође и неогене (миоценске и плиоценске) стене панонског мора. То море је покривало Мајевицу; планина је била једно од острва јужнопанонског архипелага (као и Фрушка гора, Цер, Влашић, шумадијске планине). Мајевица је хидрографски чвор; Њене воде отичу ка Сави (река Тиња, која лучно обилази Мајевицу, Брка, Гњица), Дрини (Сапна, Тавна, Модран-Јања) и Спречи (река Јала).
Мајевица је рудоносна. У њеном подножју има угља (назив места - Угљевик), камене соли (као у суседном Тузланском басену), кварца (за индустрију стакла). У међуратном периоду у подгорини планине вађена је и нафта. У планини избијају термо-минералне воде код Прибоја и Кисељака-Јасенице. Планина је препрека везама суседних микрорегија, али са добрим саобраћајницама. Јужним подножјем води пруга нормалног колосека Зворник - Тузла - Добој, а западним подножјем пруга Брчко-Бановићи. Поред пруге јужним подножјем Мајевице води асфалтни пут Тузла - Цапарде - Зворник, а преко планине путеви: Тузла - Прибој - Бијељина, Тузла - Лопаре - Брчко и др.

## Заштита природних добара
Просторним планом Републике Српске до 2025. године планирано је повећање укупне површине под заштитом кроз проглашење нових заштићених подручја, према приједлогу Завода за заштиту културно-историјског и природног насљеђа. Тим документом планирано је проглашење Парка природе Мајевица на територији општина Бијељина, Угљевик, Лопаре и Зворник, са категоријом VI a по IUCN класификацији.

## Галерија
- Црква у селу Прибој на Мајевици.
- Џамија и остаци средњовјековне тврђаве у Теочаку.
- Манастир Тавна на Мајевици.
- Угљевик, поглед на улицу Српске Слоге.
- Спомен обиљежје у Горњој Трнови, на мјесту на коме је била родна кућа Филипа Вишњића.
- Пећина Шупља стијена у селу Крћина, општина Угљевик.
- Језеро Снијежница.
- Пашњак
- Излетиште Вива Натура на врху Бусија, у селу Подгора